# Rosinha (Zé Carioca)
Rosinha Vaz (Maria Vaz  no original), é uma personagem de história em quadrinhos da Disney. Participa do universo do Zé Carioca, onde é a personagem feminina de maior destaque. Surgiu nas tiras de jornais em 1942, assim como Nestor. Nas publicações americanas, a personagem nunca mais foi utilizada, mas foi adotada nas histórias brasileiras publicadas pela Editora Abril, nas histórias produzidas na Holanda, aparece em uma única história.
Filha do ricaço Rocha Vaz, Rosinha é de personalidade forte e generosa, reside na mansão do pai em um bairro nobre vizinho à Vila Xurupita (embora às vezes seja referido seu endereço como Vila Xurupita também). É namorada do Zé Carioca, que tem origem (e presente) humilde, o que faz com que todos de sua classe social reprovem seu namoro com o papagaio, em especial o seu pai. Embora defenda o seu namorado contra tudo e contra todos, no fundo também questiona o estilo de vida dele, e sonha com o dia em que ele arrumará emprego e a pedirá em casamento.
Nas histórias mais recentes tem uma "sobrinha" chamada Gabi (parecendo este ser um parentesco de tratamento, pois diversas vezes é mencionada como herdeira única da fortuna do pai).
Em Histórias Curtas nº 20 (março de 2021, Culturama), escrita por Gérson Teixeira, Rosinha torna-se correspondente do canal de notícias Patada News no Rio de Janeiro.